# José Mota

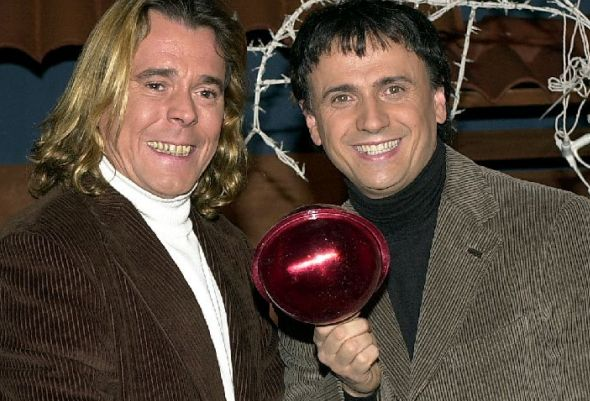
Cruz y Raya: Juan Muñoz (esquerra) i José Mota.

José Sánchez Mota (Montiel, Ciudad Real, 30 de juny de 1965), conegut com a José Mota, és un humorista, actor, director i guionista espanyol. Membre, amb Juan Antonio Muñoz, del duo humorístic Cruz y Raya entre 1989 i 2007. Des de 2008 ha desenvolupat la seva carrera en solitari.

## Trajectòria
Va estudiar en l'IES Ramón Giraldo de Villanueva de los Infantes (Ciudad Real).

### Cruz y Raya
El 1985, mentre feia la mili, va conèixer al barceloní Juan Antonio Muñoz, amb qui va començar la seva carrera humorística. Van començar fent espectacles en sales de Madrid, com Cien personajes en busca de humor, però va ser Xavier Sardà qui els va donar l'oportunitat d'aparèixer al seu programa La bisagra. El 1989 van donar el salt a la televisió al programa Pero ¿esto qué es? (La 1), on els seus números giraven entorn d'una ràdio, Cruz y Raya. Més tard, passarien a treballar a Telecinco amb Tutti Frutti, per tornar a TVE substituint Martes y Trece en els especials de cap d'any. El 1993 van presentar a La 1 les campanades de cap d'any a la Puerta del Sol, donant la benvinguda al 1994.
Després de gairebé vint anys de dedicació a Cruz y Raya, tant José Mota com Juan Muñoz es van donar permís mútuament per experimentar amb altres projectes per separat i prendre camins professionals diferents. El novembre de 2007 es va confirmar la notícia de la separació definitiva de Cruz y Raya.

### En solitari
El 2009 va començar en televisió el seu treball en solitari amb un programa propi d'humor, La hora de José Mota, la nit dels divendres de La 1, com ja feia durant diverses etapes de Cruz y Raya. El programa va estar guardonat amb el premi Ondas 2010 al millor programa d'entreteniment. Per fer aquest programa va comptar amb els seus col·laboradors habituals de Cruz y Raya, com Paco Collado, Jaime Ordóñez o Patricia Rivas i va incorporar-se alguns de nous, com el presentador i actor Luis Larrodera. A causa de la fama que va obtenir amb aquest programa, José Mota ha estat convidat en dues ocasions a presentar les campanades de cap d'any amb la presentadora Anne Igartiburu a La 1 donant la benvinguda al 2011 i 2012.
El 17 de maig de 2012 es va fer efectiu el seu fitxatge per la companyia audiovisual Mediaset España. Així, el comediant va emprendre nous projectes d'humor per a les cadenes del grup (Telecinco i Cuatro) i projectes de ficció per a la productora cinematogràfica Telecinco Cinema. El febrer de 2013 va estrenar la primera i única temporada de La noche de José Mota amb unes audiències d'entorn del 14%. En principi, Telecinco anava a rodar una segona temporada però la va cancel·lar temporalment en un comunicat de Mediaset.
El 2015 José Mota va tornar a TVE per fer un altre programa d'esquetxos titulat José Mota presenta..., després del triomf del seu especial de la nit de cap d'any Un país de cuento (2014). A finals de juny de 2015 es va publicar que l'humorista realitzaria una segona temporada. De nou, TVE li va encarregar l'especial de la nit de cap d'any del 2015 amb Resplandor en la Moncloa (2015). Darrere de l'altre èxit de l'última nit de l'any, l'artista va començar la segona temporada de José Mota presenta..., que es va emetre des del mes de febrer fins a l'abril de 2016. Per José Mota presenta...', el 2015 va rebre un premi Ondas al millor intèrpret masculí de televisió.

### Altres treballs
Mota, a més, ha treballat com a doblador en pel·lícules d'animació com per exemple Mulan, Germà ós, Monsters, Inc., les quatre parts de Shrek i en la producció cinematogràfica espanyola Les aventures de Tadeu Jones. El 2006 va adaptar, amb Santiago Segura, The Producers a Espanya. També ha realitzat cameos a 7 vidas o Manolo y Benito Corporeision.
El 2019 va crear l'espectacle teatral El sentido del humor amb Santiago Segura i Florentino Fernández.

## Treballs

### Programes propis
- 1993: Abierto por vacaciones a La 1 (Cruz y Raya)
- 1994: Perdiendo el juicio a La 1 (Cruz y Raya)
- 1994: Tebelevisión a La 1 (Cruz y Raya)
- 1994: Vaya tele a La 1 (Cruz y Raya)
- 1995: Estamos de vuelta a La 1 (Cruz y Raya)
- 1998: Este no es el programa de los viernes a La 1 (Cruz y Raya)
- 1999 - 2000: Estamos en directo a La 1 (Cruz y Raya)
- 2000 - 2004: Cruz y Raya.com a La 1 (Cruz y Raya)
- 2004 - 2007: Juan y José.show a La 1 (Cruz y Raya)
- 2009 - 2012: La hora de José Mota a La 1 (José Mota i diversos col·laboradors)
- 2013: La noche de José Mota a Telecinco (José Mota i diversos col·laboradors)
- 2015 - actualitat: José Mota presenta... en La 1 (José Mota i diversos col·laboradors)

### Sèries
- 2016: El hombre de tu vida[6][7] a La 1 com a Hugo Bermúdez

### Cinema
- 1990: Ni se te ocurra... (Luis María Delgado) com a José.
- 2001: Torrente 2: misión en Marbella (Santiago Segura) com a Socorrista.
- 2005: Torrente 3: el protector (Santiago Segura) com a Josito.
- 2007: Ekipo Ja (Juan Muñoz) com a Tomás Rabero.
- 2011: Torrente 4: Lethal Crisis (Crisis Letal) (Santiago Segura) com a Blasa.
- 2011: La chispa de la vida (Álex de la Iglesia) com a Roberto Gómez
- 2014: Torrente 5: Operación Eurovegas (Santiago Segura) com a vigilant de seguretatde l'Eurovegas.
- 2016: Abracadabra (Pablo Berger)

### Doblatges
José Mota ha participat en el doblatge de les següents pel·lícules:
- 1998: Mulan, com a Mushu (Eddie Murphy).
- 1999: Goomer com a Op/Recepcionista d'hotel.
- 2001: Shrek, com a Ase (Eddie Murphy), en totes les parts per a castellà d'Espanya i fora d'Amèrica.
- 2001: 102 Dalmatians, com a Bocazas (Eric Idle).
- 2001: Monsters, Inc., com a Mike Wazowski (Billy Crystal), en totes les parts per a castellà d'Espanya i fora d'Amèrica.
- 2003: Rugrats Go Wild, com a Spike (Bruce Willis).
- 2004: Germà ós, com a Rutt (Rick Moranis).
- 2004: Shrek 2, com a Ase (Eddie Murphy).
- 2005: Stuart Little 3, com a Stuart Little (Michael J. Fox).
- 2007: Shrek Tercer, com a Ase (Eddie Murphy).
- 2008: Hellboy II: L'exèrcit daurat, com Abe Sapien (Doug Jones).
- 2010:  Shrek, feliços per sempre..., com a Ase (Eddie Murphy).
- 2011: El guarda del zoo, com a Donald, el mico (Adam Sandler).
- 2012: Les aventures de Tadeu Jones, com a Freddy.
- 2013: Monsters University, com a Mike Wazowski (Billy Crystal).
- 2016: Angry Birds: La pel·lícula, com a Chuck (Josh Gad).

### Teatre
- 1987: 60 personajes en busca de humor (a Madrid).
- 2006: Los productores (adaptació espanyola de The Producers).
- 2019: El sentido del humor amb Santiago Segura i Florentino Fernández.[5]

### Televisió
- 1989-1990: Pero ¿esto qué es?.
- 1990: Tutti Frutti.
- 2013: Colgados

### Especials de finalització d'any
José Mota ha participat i organitzat nombrosos especials de cap d'any.
- 1993: Este año, Cruz y Raya... ¡Seguro! (amb Cruz y Raya).
- 1999: En efecto 2000 (amb Cruz y Raya).
- 2000: 2001, aunque sea en el espacio (amb Cruz y Raya).
- 2001: La verbena de la peseta (amb Cruz y Raya).
- 2002: Al 2003... si hay que ir se va (amb Cruz y Raya).
- 2003: Regreso al 2004. El día del fin del año (amb Cruz y Raya).
- 2004: Érase una vez... 2004 (amb Cruz y Raya).
- 2005: 2005... Repaso al futuro (amb Cruz y Raya).
- 2006: 2006... Perdiendo el Juicio: Operación maletín (amb Cruz y Raya).
- 2007: Ciudadano Kien (José Mota i diversos col·laboradors)
- 2008: Es bello vivir (José Mota i diversos col·laboradors)
- 2009: Con el vértigo en los talones (José Mota i diversos col·laboradors)
- 2010: ¡¿Estamos contentos?! (José Mota i diversos col·laboradors)
- 2011: Seven: Los siete pecados capitales de provincia (José Mota i diversos col·laboradors)
- 2014: Un país de cuento (José Mota i diversos col·laboradors)
- 2015: Resplandor en la Moncloa (José Mota i diversos col·laboradors)

### Ràdio
- 1987: Viva la gente divertida.
- 1988: El banquillo, amb Luis del Olmo.
- 1990: La bisagra, amb Xavier Sardà.

### Col·laboracions
- 1992: Hola Rafaella.
- 2012: Villancico «Regálame la Navidad»amb Paco Fominaya (compositor i arranjador de la cançó), Miguel Fominaya i Paco Collado en el paper d'El Aberroncho, entre d'altres.

### Videoclips
- Café Quijano: No tienes corazón (personatge secundari).
- Huecco: Se acabaron las lágrimas (personatge secundari).